# Siegfried Jesse
Siegfried Jesse (* 1. November 1937 in Weimar) ist ein deutscher, ehemaliger Oberst und Abteilungsleiter der Hauptverwaltung A (HVA) innerhalb des MfS, des Auslandsnachrichtendienstes der DDR. Er war von 1983 bis 1989 Leiter der HVA-Abteilung XIII, zuständig für „Atom- und Kosmosspionage“.

## Leben
Jesse, Sohn eines Tischlers, trat 1954, noch als Oberschüler, in die Sozialistische Einheitspartei Deutschlands (SED) ein. 1955 erwarb er das Abitur und wurde direkt nach der Schule vom MfS eingestellt. 
Anfangs war er in der Abteilung Kader und Schulung der Bezirksverwaltung Suhl tätig und begann dann einen Zweijahreslehrgang an der Hochschule des MfS in Potsdam. Nach dessen Abschluss wechselte er 1958 in die Abteilung II des MfS Suhl, zuständig für Spionageabwehr. 1967 stieg er zum stellvertretenden Leiter dieser Abteilung auf.
Von 1965 bis 1971 absolvierte Jesse ein Fernstudium an der Humboldt-Universität Berlin und wurde Diplom-Jurist. 1973 ging er zur HVA in Ostberlin und wurde Offizier für Sonderaufgaben in der Abteilung III, zuständig für legale Residenturen. 1974 wechselte er in die Abteilung IX, zuständig für Gegenspionage, und wurde dort 1980 Referatsleiter und 1981 stellvertretender Abteilungsleiter.
1983 wurde Jesse Leiter der HVA-Abteilung XIII, zuständig für „Atom- und Kosmosspionage“. 1985 wurde er zum Oberst befördert.
Nach dem Ende der DDR erfolgte 1989 Jesses Freistellung und 1990 seine Entlassung aus dem Dienst.